# Gerber (Stuttgart)

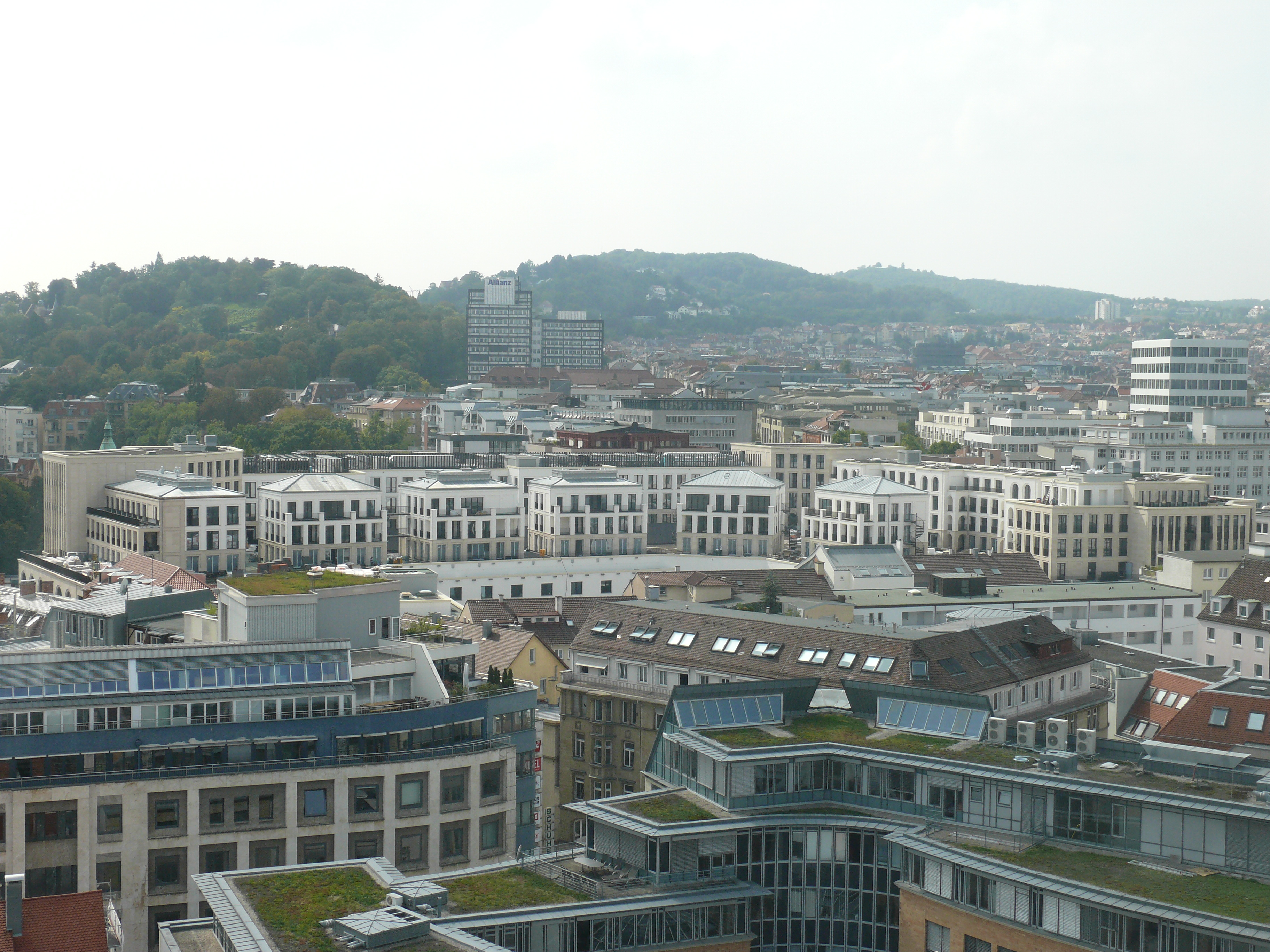
Blick auf die Ostseite

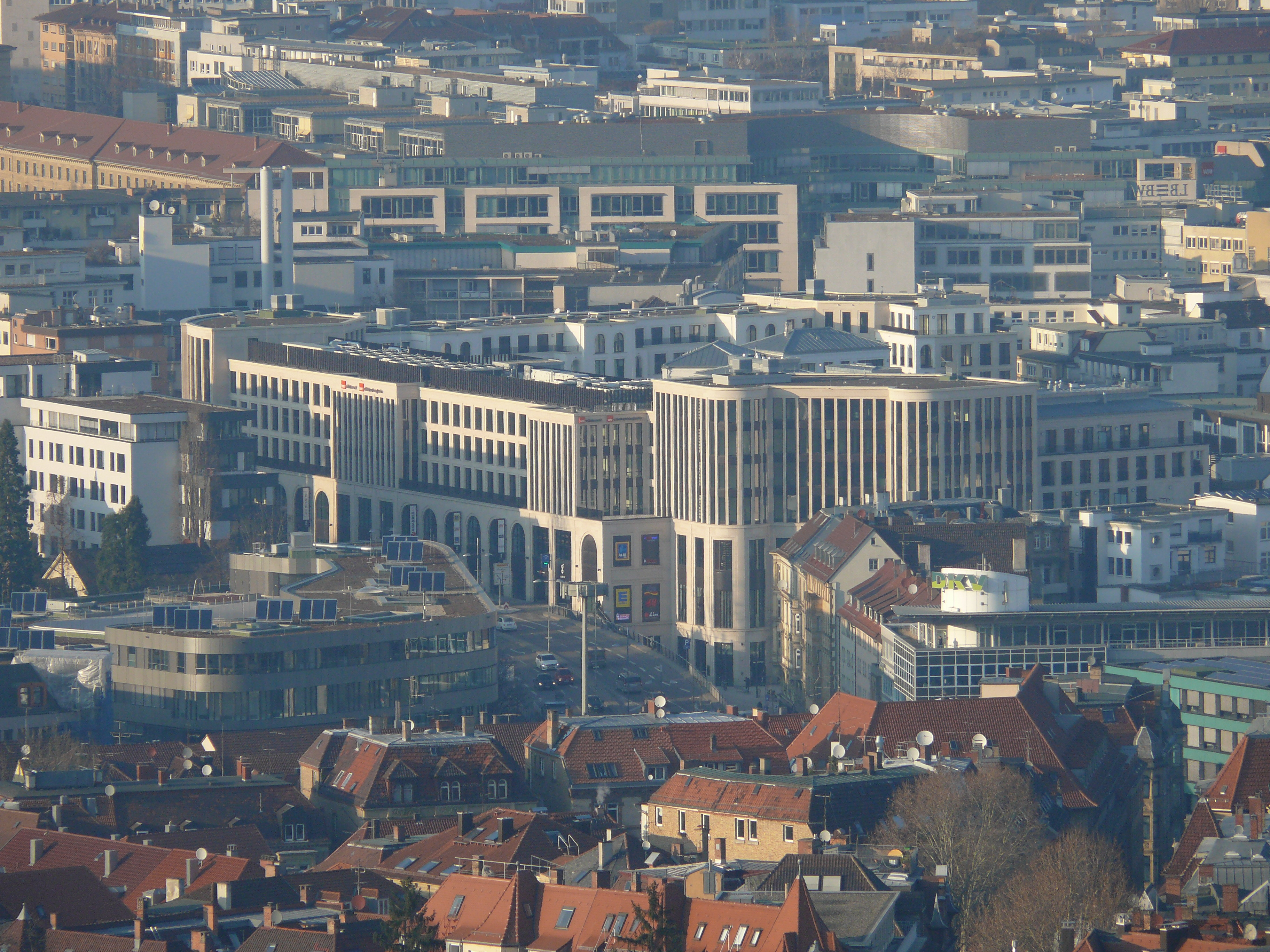
Blick auf die Westseite

Das Gerber ist ein Gebäudekomplex in der Innenstadt von Stuttgart. Herzstück ist das Einkaufszentrum mit einer Verkaufsfläche von rund 25.000 Quadratmetern, zudem befinden sich auch zahlreiche Wohnungen und Büros im Gebäude. Die Eröffnung fand am 23. September 2014 statt, die Wohnungen wurden in der ersten Jahreshälfte 2015 bezogen.

## Allgemeines
Das Gerber befindet sich im südlichen Teil der Stuttgarter Innenstadt, im Karree zwischen der Tübinger Straße, der Sophienstraße, der Marienstraße und der Paulinenbrücke. Der Name bezieht sich auf das umliegende Gerberviertel.
Projektträger war die Württembergische Lebensversicherung, vertreten durch die Phoenix Real Estate Development GmbH. Für die Architektur war das Berliner Architekturbüro Bernd Albers verantwortlich.
Das Grundstück ist rund 14.000 m² groß. Auf 25.000 m² Gewerbefläche haben 86 Läden und Lokale ihren Platz. Insgesamt wurden 90 Wohnungen mit insgesamt 9.000 m² Wohnfläche geschaffen. In der Tiefgarage gibt es 650 Autostellplätze und 200 Fahrradstellplätze.
Die Investitionssumme betrug 250 Millionen Euro. Der Bau sollte ursprünglich bis April 2014 abgeschlossen sein, der Termin wurde jedoch auf September 2014 verschoben.

## Baugeschichte
In der Vorbereitungsphase lief das Projekt unter dem Namen Quartier S. Im Dezember 2010 reichte die Württembergische Lebensversicherung bei der Stadt Stuttgart den Bauantrag ein, nun unter dem Namen Gerber. Im Februar 2011 begann der Abbruch der alten Bausubstanz. Von zwei denkmalgeschützten Gebäuden in der Tübinger Straße 22 und der Sophienstraße 21 blieb zugunsten eines Zugangs zum Einkaufszentrum nur die Fassade erhalten. Anfang September 2011 war die alte Gebäudesubstanz im Karree abgerissen, bis auf die Auferstehungskirche an der Sophienstraße.
Ende 2011 war die Baugrube ausgehoben. Im April 2012 wurde der Grundstein gelegt.
Die Baustelle fiel zeitlich zusammen mit drei anderen großen Bauten in unmittelbarer Nähe: dem Gewerbe- und Wohngebäudekomplex Caleido und dem Erweiterungsbau der Württembergische Gemeinde-Versicherung. Zur gleichen Zeit wandelte die Stadt im Projekt Shared Space (Gemeinschaftsstraße) den nördlichen Teil der Tübinger Straße in eine verkehrsberuhigte Zone um. Daran schloss sich eine Baustelle der EnBW an. In der Nähe wurde am Bürogebäude Pauline gebaut. Anwohner und Gewerbetreibende beschwerten sich über diese Häufung von Baustellen wegen der daraus resultierenden Enge, dem Lärm und dem Schmutz. Der starke Baustellenverkehr, verbunden mit zugeparkten Zebrastreifen auf dem Schulweg, gefährde Schulkinder, beschwerte sich der Rektor des Karls-Gymnasiums im Bezirksbeirat.
Auch die Auferstehungskirche musste im März 2013 einem Neubau des Projekts Sophie 23 weichen, der am Gerber angrenzt. Die Kirche war ursprünglich 1879 erbaut worden, im Zweiten Weltkrieg schwer beschädigt und dann wiedererbaut worden. Sie stand nicht unter Denkmalschutz, was jedoch kontrovers diskutiert wurde.
Am 24. September 2013 wurde das Richtfest gefeiert.

## Wirtschaftliche Entwicklung
Im Oktober 2012 waren laut Projektträger 60 % der Fläche vermietet. Unter den Mietern befinden sich Discounter wie Aldi, eine dm-Drogerie,  italienische Modemarken wie Calzedonia und Intimissimi, die Osiandersche Buchhandlung, Dienstleister und Friseure. Als Hauptmieter schloss im Mai 2013 das amerikanische Unternehmen Urban Outfitters einen Vertrag ab. Ende August 2014 meldete die Projekt-Entwickler-Gesellschaft, dass das Einkaufszentrum vollvermietet ist.
Einige Monate nach Eröffnung zogen Mieter aus dem schlecht frequentierten ersten Stockwerk aus. August 2015 wurde das Management vollständig ausgetauscht, auch die bisherige Verwaltungsgesellschaft musste bis Oktober 2015 die Führung an eine andere Gesellschaft abgeben.

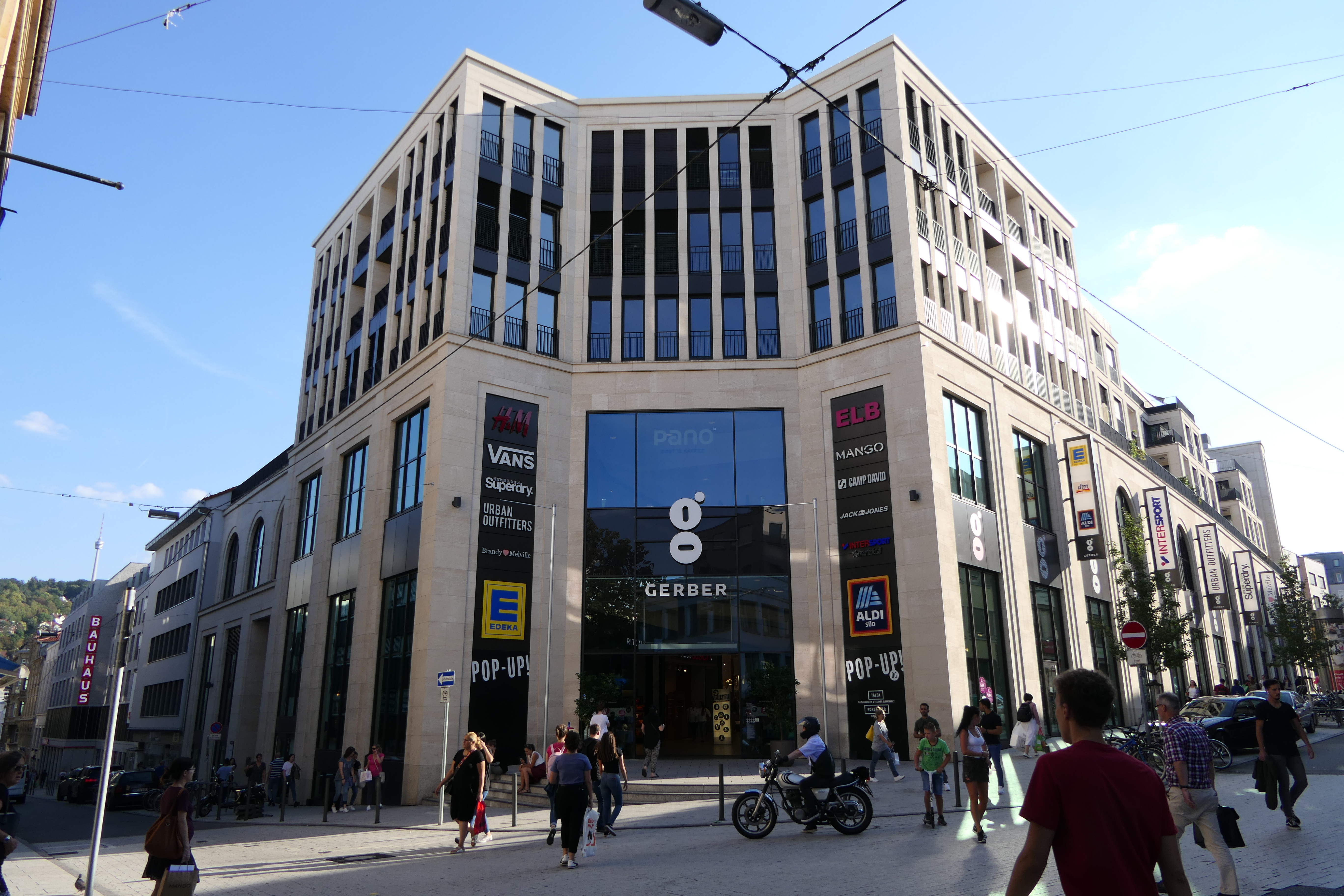
Zugang an der Ecke Marienstraße/Sophienstraße
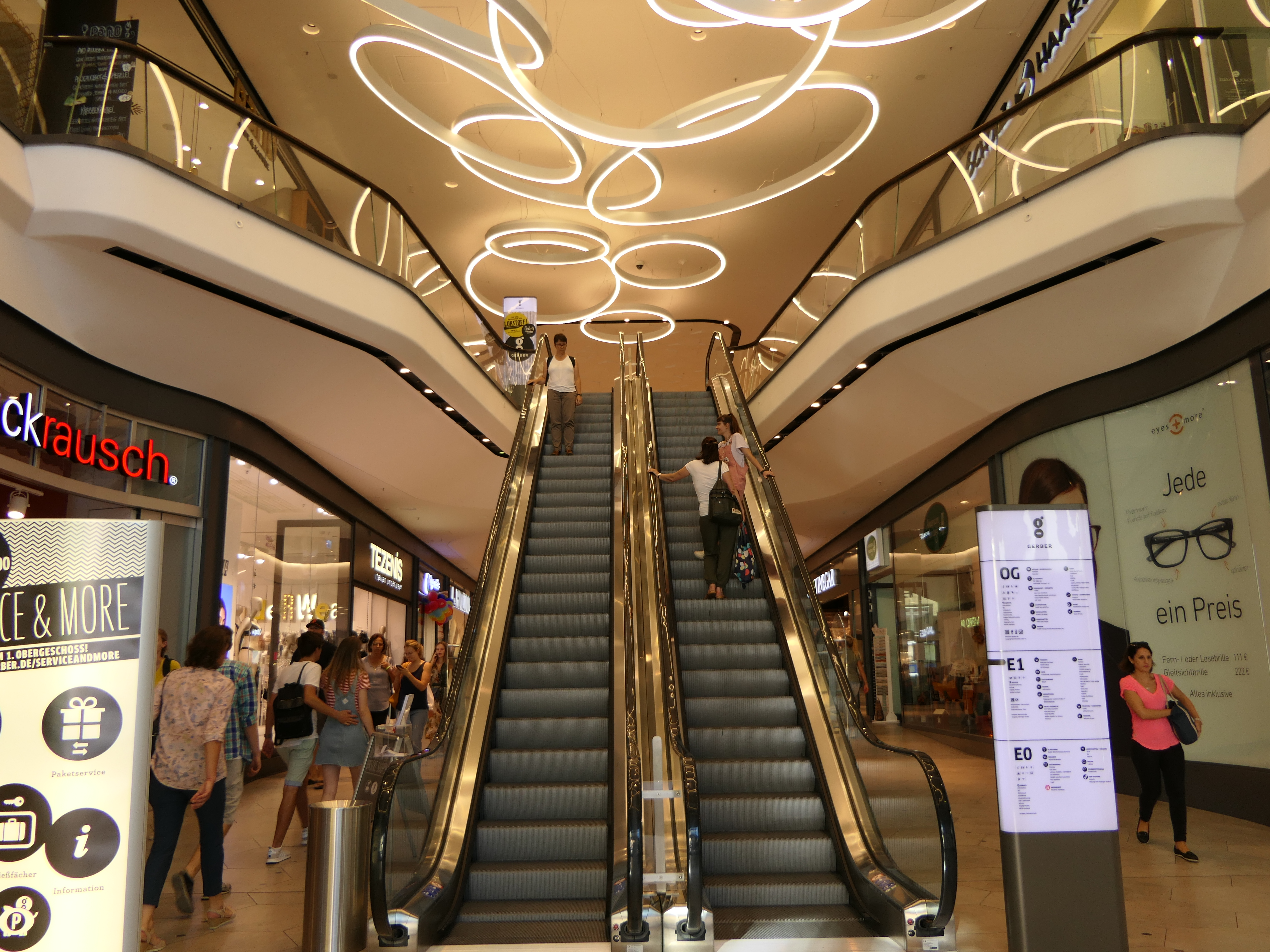
Eingangsbereich an der Ecke Marienstraße/Sophienstraße
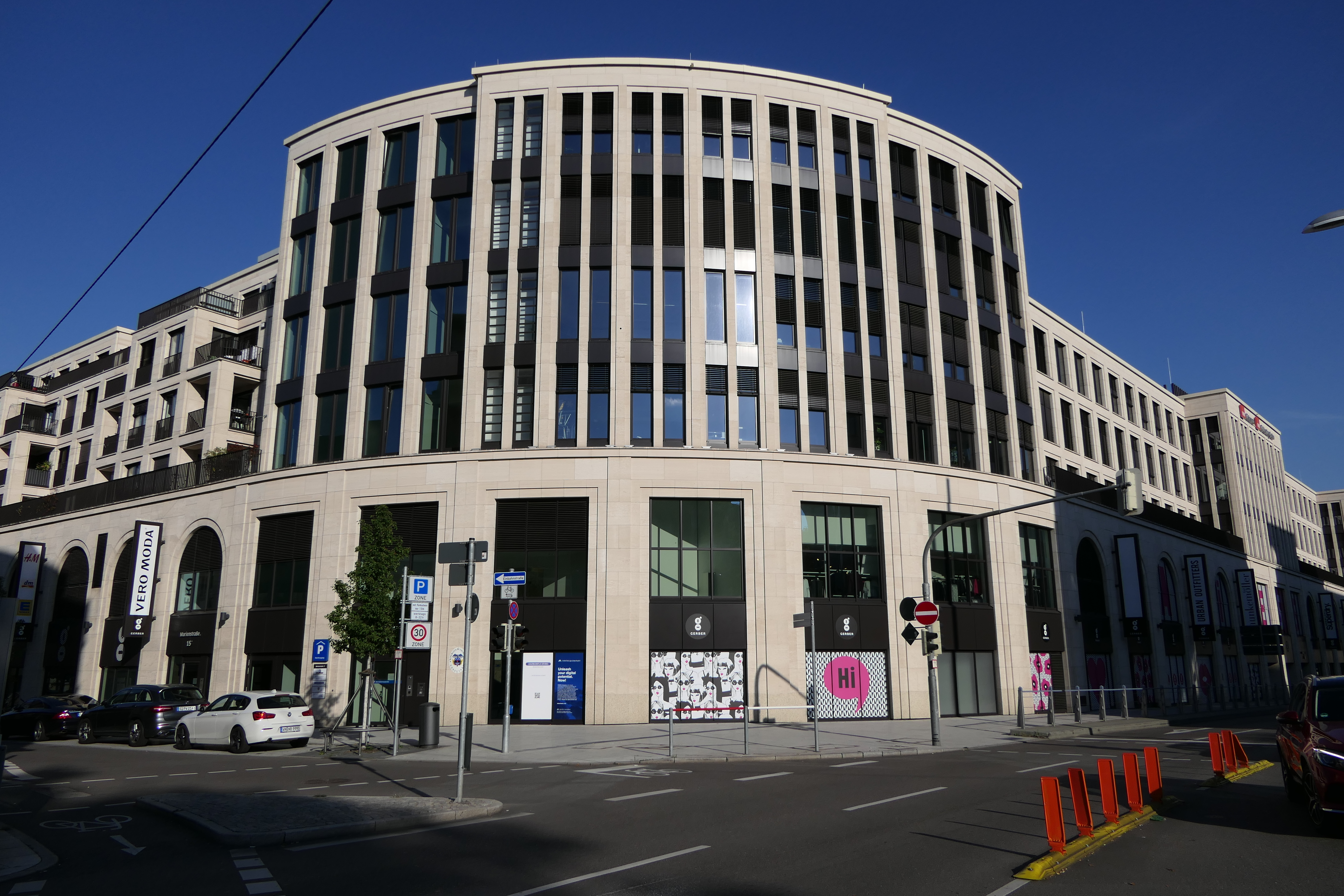
„Ecke“ Marienstraße/Paulinenstraße
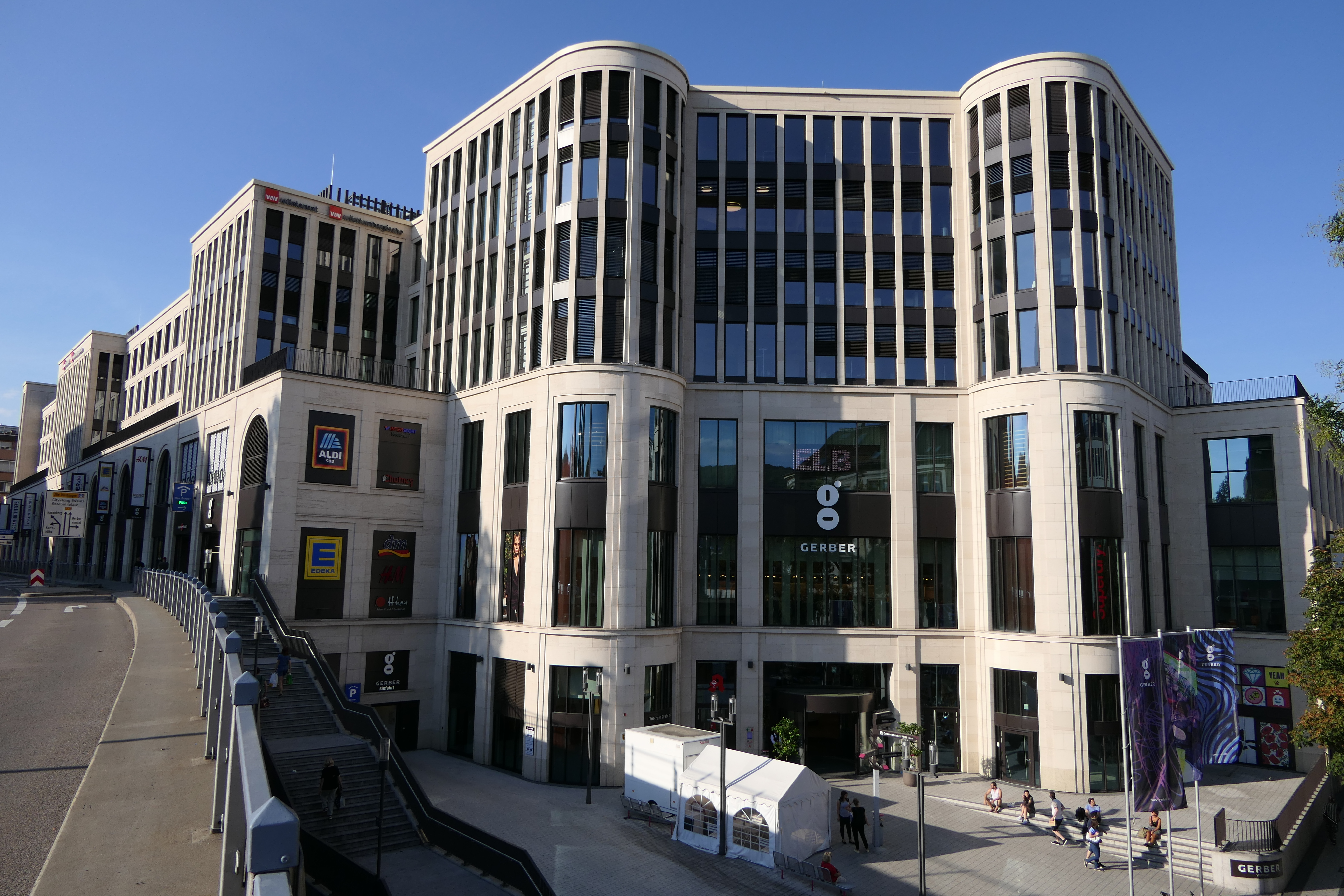
Zugang an der Ecke Paulinenstraße/Tübinger Straße
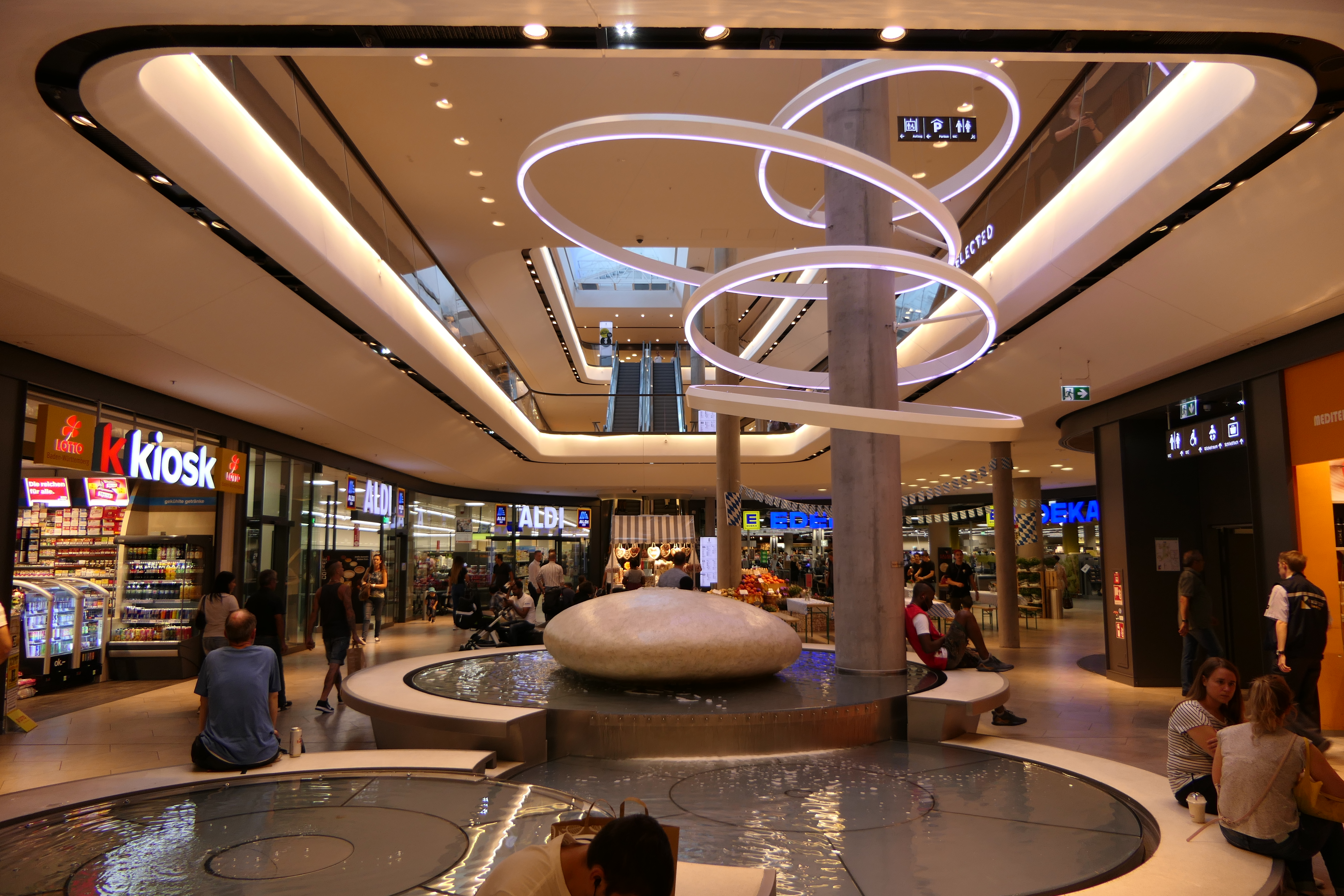
Eingangsbereich an der Ecke Paulinenstraße/Tübinger Straße
Logo des Gerbers

## Verkehr

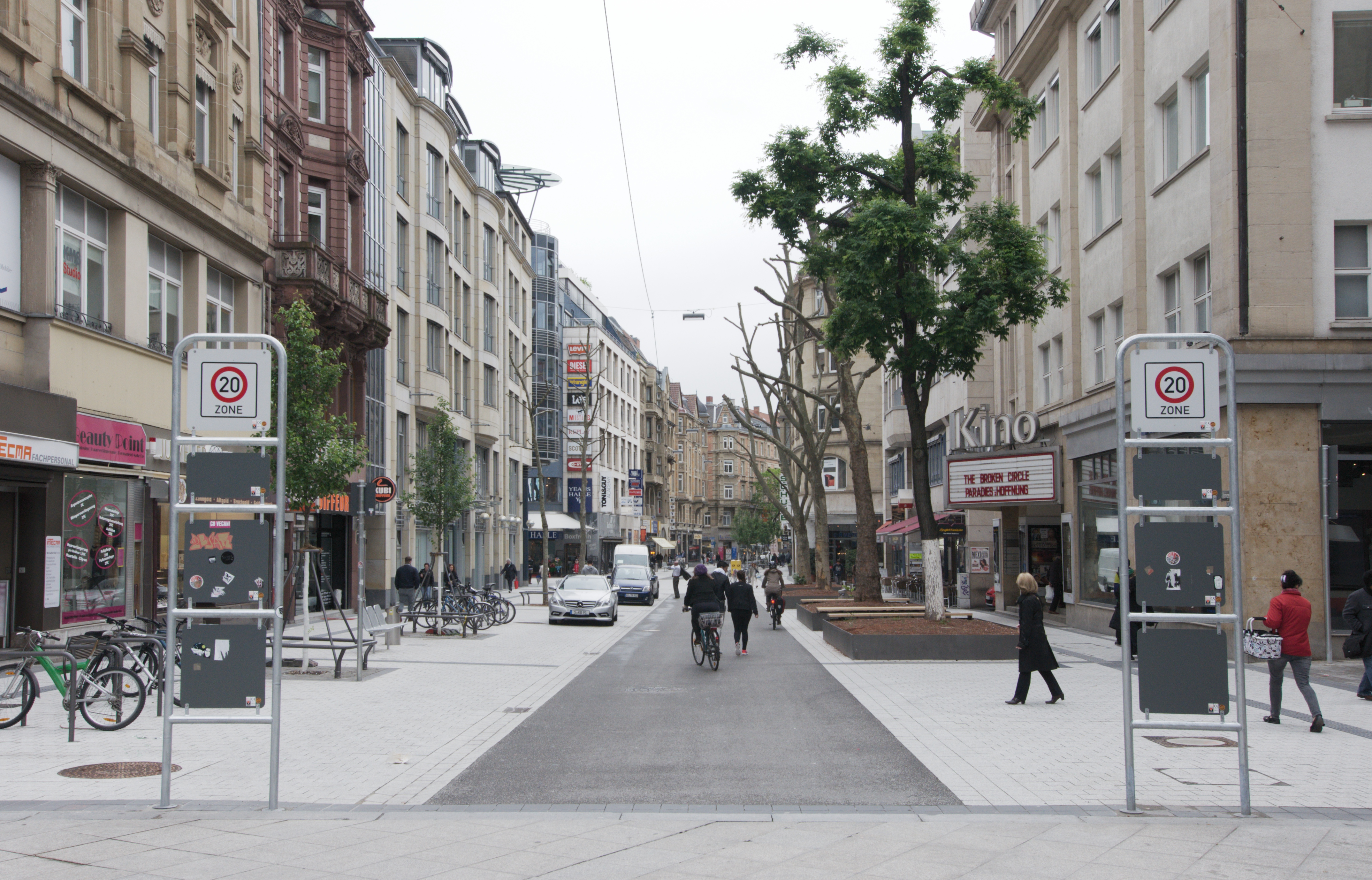
Gemeinschaftsstraße im Nordteil der Tübinger Straße

Das Gerber ist von der S- und Stadtbahnhaltestelle Stadtmitte und von der Stadtbahnhaltestelle Österreichischer Platz jeweils in wenigen Minuten zu Fuß erreichbar. Gegenüber, an der Paulinenstraße, befindet sich die Bushaltestelle Marienstraße.
Drei von den vier Straßen, die das Karee umgeben, sind relativ enge Gassen. Alle vier umgebenden Straßen wurden von der Stadt neu gestaltet. Der Investor, der eine attraktivere Umgebung für die Kundschaft wünschte, beteiligt sich an den Kosten. Die Tübinger Straße wurde 2012 zu einem Shared Space umgestaltet.

## Rezeption
Das Projekt war umstritten. Während Stadtplaner eine Belebung des Gerberviertels vorhersagten, das am Rande der Innenstadt abseits der Königstraße bis dato keine besondere Attraktion böte, befürchteten Kritiker einen ruinösen Konkurrenzkampf zulasten des Einzelhandels im Viertel und in der Innenstadt. Durch das zeitgleich öffnende Milaneo im Europaviertel würde dieser Konkurrenzdruck verschärft.